# Jisaburō Ozawa
Jisaburō Ozawa (小沢 治三郎?, Ozawa Jisaburō; Prefettura di Miyazaki, 2 ottobre 1886 – 9 novembre 1966) è stato un ammiraglio giapponese, attivo durante la seconda guerra mondiale.
Entrò nella Marina imperiale giapponese nel 1909 e si specializzò nella guerra silurante, servendo negli anni dieci a bordo di svariate unità; tra il 1916 e il 1917 completò il primo corso al Collegio navale e come tenente di vascello ebbe ai suoi ordini una piccola divisione di torpediniere nel 1918. Nel periodo 1919-1921 studiò a lungo nel secondo corso del Collegio navale, completando la propria formazione teorica di ufficiale di stato maggiore: fu promosso capitano di corvetta e servì sull'isola di Formosa nel 1922. In Giappone fu investito di una serie di comandi di cacciatorpediniere che lo fecero emergere come uno dei comandanti più capaci di questo tipo di nave; nel 1926 fu assegnato allo stato maggiore della prestigiosa Flotta Combinata, quindi tra 1927 e 1929 mantenne, allo stesso tempo, incarichi di istruttore su una nave scuola e istituzioni a terra. Spese il 1930 in un viaggio all'estero per approfondire e integrare le proprie competenze militari. Fu poi promosso capitano di vascello e durante il 1931 ricoprì in sequenza il comando di tre divisioni di cacciatorpediniere, quindi tra 1932 e 1934 ricoprì un incarico nella branca dell'addestramento; fu poi comandante sino alla fine del 1936 dell'incrociatore pesante Maya e dell'incrociatore da battaglia Haruna. Nominato contrammiraglio, fu capo di stato maggiore della Flotta combinata e nel 1938 fu direttore della Scuola siluristi. Nel 1939 fu scelto per comandare la 1ª Divisione portaerei; nel novembre 1940 fu elevato a viceammiraglio e nell'ottobre 1941 ebbe ai suoi ordini la Flotta di Spedizione del sud, una delle componenti della 2ª Flotta (viceammiraglio Nobutake Kondō) schierata per le operazioni nel Sud-est asiatico.
Ozawa partecipò in prima persona alle operazioni anfibie che portarono alla conquista della Malesia britannica (dicembre 1941-febbraio 1942) e di Sumatra (febbraio-marzo 1942) e all'audace attacco nell'Oceano Indiano; durante queste azioni ebbe modo di dar conferma della reputazione di comandante audace e aggressivo. Ebbe il comando della 3ª Flotta alla fine del 1942 ma rimase quasi sempre nelle acque metropolitane perché in attesa che i gruppi imbarcati delle portaerei fossero di nuovo a pieno organico. Nel marzo 1944 assunse il comando della 1ª Flotta mobile (fusione tra la 2ª Flotta e la 3ª Flotta): Ozawa guidò con abilità e coraggio le sue navi nella battaglia del Mare delle Filippine (giugno), non riuscendo tuttavia a vincere la Task force 58 statunitense, troppo superiore per mezzi. Sciolta la formazione e tornato comandante della sola 3ª Flotta, la condusse con la funzione di esca nella vasta battaglia del Golfo di Leyte (23-25 ottobre); ancora una volta Ozawa si distinse e fu l'unica delle tre flotte nipponiche coinvolte nello scontro a raggiungere il proprio scopo. Nel novembre 1944 Ozawa tornò in patria e divenne vicecapo di stato maggiore della marina e poi, nel maggio 1945, l'ultimo comandante della Flotta combinata. Dopo la resa del Giappone lasciò il servizio militare e si ritirò a vita privata, morendo nel 1966.

## Biografia

### I primi anni in marina
Jisaburō Ozawa nacque il 2 ottobre 1886 nel distretto di Koyu, facente parte della prefettura di Miyazaki. S'iscrisse all'Accademia navale come alunno della 37ª classe, diplomandosi il 19 novembre 1909 (quarantasettesimo su 179 allievi) con il brevetto di aspirante guardiamarina: fu imbarcato sull'incrociatore protetto Soya e il 16 luglio 1910 fu trasferito alla nave da battaglia Mikasa, quindi pochi mesi dopo all'incrociatore corazzato Kasuga (1º dicembre) dove ricevette la nomina a guardiamarina. Completato questo primo ciclo di servizio in mare, attese i Corsi base alla Scuola d'artiglieria navale dal 24 aprile 1912 e alla Scuola siluristi dal 9 agosto dello stesso anno. Il 1º dicembre ebbe la promozione a sottotenente di vascello e il 20 dicembre fu assegnato alla torpediniera Arare. Il giovane Ozawa entrò nell'equipaggio del nuovo incrociatore da battaglia Hiei il 1º dicembre 1913, ma questa nave non partecipò alla prima guerra mondiale scoppiata alla fine del luglio 1914. L'8 febbraio 1915 fu trasferito per breve tempo all'incrociatore protetto Chitose, quindi il 25 divenne membro del Corpo marinai di Yokosuka, rimanendovi per quasi tutto l'anno: nominato tenente di vascello, fu imbarcato sulla nave da battaglia Kawachi sulla quale prestò servizio un anno circa. Il 1º dicembre 1916 entrò al Collegio navale come allievo della 19ª classe, Corso B: completò gli studi il 1º maggio 1917 e passò a frequentare il Corso avanzato alla Scuola siluristi, che lo tenne impegnato per alcuni mesi. Il 1º dicembre ottenne un posto da istruttore alla Scuola e fu messo a capo di una delle divisioni di addestramento, la 2ª Divisione torpediniere; il 1º novembre 1918 fu trasferito al cacciatorpediniere Hinoki e l'anno successivo, il 1º dicembre, iniziò gli studi al Corso A del Collegio navale.

### Gli anni venti e trenta
Ozawa uscì dal Collegio il 1º dicembre 1921 con la nomina a capitano di corvetta e comandante del cacciatorpediniere di scorta Take. Esattamente un anno più tardi fu trasferito allo stato maggiore del Distretto di guardia di Mako nelle Pescadores (entità amministrativa con forze navali leggere per il controllo delle acque locali); quindi il 23 agosto 1923, tornato in Giappone, assunse il comando del cacciatorpediniere Shimakaze in via transitoria, mantenendolo tuttavia a lungo: infatti solo il 20 gennaio 1925 passò al cacciatorpediniere Asakaze in qualità di comandante. Prima della fine dell'anno, il 10 novembre, fu riassegnato all'incrociatore da battaglia Kongo come ufficiale capo ai lanciasiluri. Il 7 maggio 1926 ebbe una doppia nomina a membro degli stati maggiori della 1ª Flotta e della Flotta Combinata, rimanendovi fino al 1º dicembre quando, promosso capitano di fregata, fu ridislocato presso lo stato maggiore della 1ª Squadriglia cacciatorpediniere. L'anno successivo fu nominato istruttore alla Scuola d'artiglieria, alla Scuola siluristi e a bordo del vecchio incrociatore/nave scuola Kasuga, mantenendo questi compiti fino al 30 novembre 1929: seguì un periodo di relativo riposo come membro del personale del 1º Distretto navale con quartier generale a Yokosuka e come attendente allo stato maggiore generale.
Il 5 febbraio 1930 Ozawa partì per un viaggio di formazione negli Stati Uniti e in Europa, ampliando le proprie competenze e la conoscenza delle lingue. Il 1º novembre gli fu notificato l'ordine di rientro e un mese dopo, in patria, fu portato al grado di capitano di vascello e promosso comandante della 1ª Divisione cacciatorpediniere; già il 31 gennaio 1931 fu però trasferito alla testa della 4ª Divisione cacciatorpediniere. Lasciato il comando il 10 aprile, fu nuovamente assegnato al 1º Distretto navale, quindi il 10 ottobre tornò in mare come comandante dell'11ª Divisione cacciatorpediniere: l'incarico durò circa due mesi e fu seguito dal doppio ruolo di istruttore al Collegio navale e al Collegio militare, quest'ultimo abbandonato il 1º marzo 1932. Ozawa riprese il servizio su unità da guerra dal 15 novembre 1934 in veste di comandante dell'incrociatore pesante Maya e, dal 28 ottobre 1935, dell'incrociatore da battaglia Haruna. Il 1º dicembre 1936 fu elevato al rango di contrammiraglio e gli fu riaffidato il posto di istruttore al Collegio navale per un paio di mesi; il 18 febbraio 1937 fu nominato capo di stato maggiore della Flotta combinata e al contempo della 1ª Flotta. Lasciò questo doppio ruolo il 15 novembre per assumere il comando dell'8ª Divisione incrociatori e un anno esatto più tardi divenne direttore della Scuola siluristi. Sebbene non avesse il brevetto di pilota né tantomeno una preparazione in ambito aeronavale, il 15 novembre 1939 fu posto al comando della 1ª Divisione portaerei che con il suo operato rese un efficace strumento bellico. L'atteggiamento compassato, le evidenti capacità e la professionalità lo resero un ufficiale stimato tra i colleghi; straordinariamente alto (circa 2 metri) per la media giapponese, era reputato tra gli ammiragli più brutti della marina imperiale e i sottoposti lo avevano soprannominato infatti "il gargoyle" (Onigawara in lingua giapponese), ma in genere era un comandante apprezzato poiché si preoccupava delle condizioni degli uomini al suo comando. Durante il comando della 1ª Divisione formò una preziosa collaborazione con il capitano di fregata Mitsuo Fuchida, acquisendo informazioni, teorie e competenze nella guerra aeronavale: persuaso del grande potere offensivo della portaerei, fu il primo ufficiale di alto rango della Marina imperiale a proporre l'unione in una sola flotta delle grandi portaerei.

### La seconda guerra mondiale

#### 1939-1943

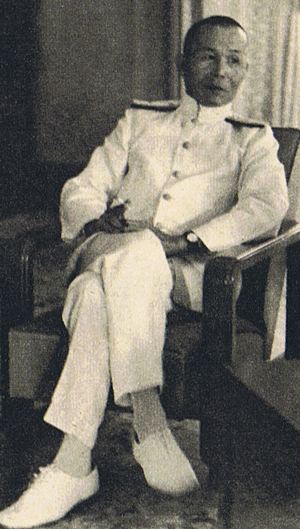
Ozawa nel tardo 1941 a Saigon, poco prima dell'inizio della guerra in Asia

Ozawa assunse il posto di comandante della 3ª Divisione incrociatori il 1º novembre 1940 e il 15 novembre gli fu concessa la promozione a viceammiraglio in riconoscimento del suo eccellente stato di servizio. Gestì la formazione fino alla seconda metà del 1941, quando il 6 settembre fu inserito nell'Alto comitato tecnico e gli fu affidato l'incarico di direttore al Collegio navale. Con l'ingresso imminente dell'Impero giapponese nella seconda guerra mondiale a causa di complessi motivi e calcoli politico-strategici, il 18 ottobre fu scelto per comandare l'importante Flotta di Spedizione del sud: responsabile della difesa dei convogli d'invasione per la Malesia britannica e le Indie orientali olandesi, era alle dipendenze della 2ª Flotta del viceammiraglio Nobutake Kondō e si trovava in attesa a Hainan. Il 7 dicembre si scatenò l'attacco di Pearl Harbor e al contempo presero avvio le operazioni in Malesia: con tre incrociatori leggeri e ventitré cacciatorpediniere, Ozawa scortò cinquantasei navi trasporto nel golfo di Kuantan, dove gli sbarchi avvennero senza opposizione; il 3 gennaio 1942 le sue forze vennero ridenominate 1ª Flotta di Spedizione del sud e il 14 febbraio fu presente allo sbarco su Sumatra ma non partecipò alla battaglia del Mare di Giava il 27 febbraio. In seguito alla completa vittoria nelle Indie olandesi, condusse un distaccamento forte di sei incrociatori pesanti e della portaerei leggera Ryujo in un attacco collaterale all'incursione su Ceylon, rivolto alla caccia al traffico mercantile: l'operazione fu un successo, con l'affondamento di 135 000 tonnellate di cargo e trasporti nonché di unità militari di scorta. Egli fece ritorno alle basi in Indonesia verso la metà di aprile.
Posto alle dipendenze dello stato maggiore generale a partire dal 14 luglio 1942, Ozawa fu nominato l'11 novembre comandante in capo della nuova 3ª Flotta: riuniva le portaerei di squadra scampate al disastro di Midway e fino ad allora era stata guidata dallo spossato viceammiraglio Chūichi Nagumo. La flotta non partecipò tuttavia incisivamente alle fasi finali della campagna di Guadalcanal a causa delle gravi perdite tra gli equipaggi dei gruppi aerei imbarcati sofferta nella battaglia delle isole Santa Cruz (26 ottobre). Nell'aprile 1943 Ozawa dovette trasferire a terra 160 dei velivoli di cui disponeva su richiesta dell'ammiraglio Isoroku Yamamoto, che aveva ideato una vasta offensiva aerea su Guadalcanal e Nuova Guinea per colpire le forze statunitensi prima che potessero riprendere l'iniziativa nelle isole Salomone. L'attacco coinvolse anche l'aviazione dell'esercito ma fu in sostanza un fallimento e costò anzi alcune decine di apparecchi della marina. Dopo questo scacco, la flotta di portaerei fu rinviata nelle acque giapponesi per riparazioni, riorganizzazione e addestramento.

#### 1944-1945
In azione Ozawa aveva dato prova di dinamicità, coraggio e aggressività e confermato le sue capacità, tanto che il 1º marzo 1944 fu scelto per comandare la 1ª Flotta mobile (Dai-Ichi Kidō Kantai), la nuova organizzazione della marina imperiale a imitazione delle Task force della United States Navy: si trattava, sostanzialmente, della fusione della 2ª Flotta (viceammiraglio Takeo Kurita) e della 3ª Flotta, il cui comandante rimase sempre Ozawa che, così, aveva a disposizione le nove portaerei di squadra allora disponibili più il naviglio da battaglia (incrociatori pesanti e navi da battaglia). L'ammiraglio Soemu Toyoda, comandante la Flotta combinata, aveva pianificato di attirare la Task force 58 nell'area isole Marianne-isole Palau-isole Caroline occidentali per distruggerla con l'azione congiunta dei gruppi imbarcati della 1ª Flotta mobile e dell'aviazione basata a terra (sia navale, sia dell'esercito). I numerosi e distruttivi raid aerei e bombardamenti navali condotti dagli statunitensi sugli arcipelaghi, che annientarono le forze aeree di terra menomando il potenziale giapponese, misero in allerta l'ammiraglio Toyoda che mobilitò le squadre riunite di Ozawa e Kurita. Ozawa, quale comandante superiore in mare, diresse le azioni della 1ª Flotta mobile nella battaglia del Mare delle Filippine (19-20 giugno 1944) contro la Task force 58 proprio nella zona prestabilita, sicuro che l'aviazione di terra avesse già colpito duramente la flotta nemica e che fosse pronta a cooperare. Invece l'intero peso dei diversi combattimenti aerei e degli assalti alle navi statunitensi gravò sui soli gruppi imbarcati; inoltre l'efficace azioni di due sommergibili statunitensi causò la distruzione delle portaerei Shokaku e Taiho: a fine giornata Ozawa aveva perduto circa 300 apparecchi senza conseguire il benché minimo risultato, esito questo dell'ormai ricca dotazione contraerea delle navi statunitensi, della messa a punto di efficienti radar e dell'inesperienza dei piloti, molti dei quali al loro primo combattimento. Il viceammiraglio Marc Mitscher, comandante della Task force 58, inseguì verso nord-ovesti i giapponesi e attaccò a sua volta la sera del 20 giugno, colando a picco la portaerei Hiyo. Ozawa decise solo allora di abbandonare lo scontro per salvare le altre portaerei (alcune danneggiate).

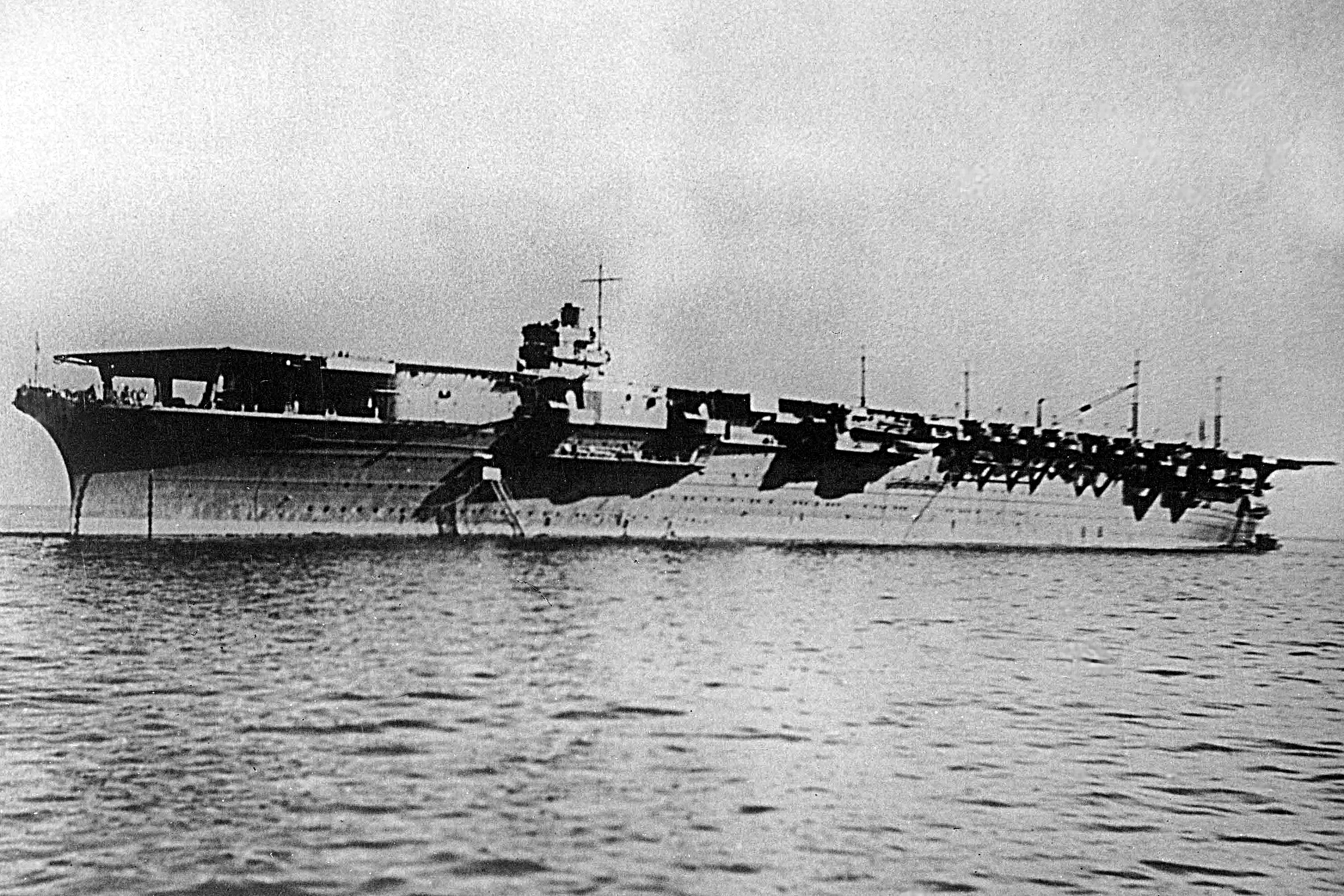
La portaerei Zuikaku, ammiraglia di Ozawa alla fine del conflitto

La sconfitta navale fu seguita dalla perdita delle isole di Saipan, Guam e Tinian entro la metà di agosto, con conseguente pericolo per le Filippine. La guerra aveva ormai preso una piega sfavorevole per l'Impero giapponese e l'ammiraglio Toyoda concepì un nuovo piano che avrebbe coinvolto tutte le unità efficienti rimaste alla marina per vibrare un colpo distruttivo alla flotta anfibia statunitense; per raggiungere tale obiettivo, costituì la 3ª Flotta in esca con le portaerei superstiti Zuikaku (ammiraglia), Zuiho, Chiyoda, Chitose (con effettivi aerei ridotti, conseguenza della battaglia di giugno) e altre unità: compito del viceammiraglio Ozawa era farsi localizzare dall'imponente Terza Flotta statunitense per attirarla lontano, verso nord, allo scopo di lasciare campo libero alla 2ª Flotta (rafforzata all'ultimo moento anche dalla 5ª Flotta) per attaccare i vulnerabili trasporti, cargo e simili. Il piano fu applicato durante la drammatica battaglia del Golfo di Leyte (23-26 ottobre 1944) e nonostante alcune difficoltà Ozawa fece in modo di essere scovato e in effetti riuscì appieno nel compito assegnatogli, ma le altre formazioni furono annientate o respinte senza aver inflitto danni sensibili. La flotta di Ozawa fu peraltro attaccata a più riprese tra il 25 e il 26 ottobre e perse tutte le portaerei. Sopravvissuto all'affondamento dell'ammiraglia, Ozawa lasciò le acque delle Filippine e fece ritorno in Giappone, dove il 15 novembre la 3ª Flotta cessò di esistere; di conseguenza anche la 1ª Flotta mobile fu sciolta e al viceammiraglio fu accordato un breve periodo di riposo. Già il 18, infatti, assunse contemporaneamente la carica di vicecapo dello stato maggiore generale, il posto di direttore del Collegio navale e divenne Capo dell'Ufficio comunicazioni dipendente dalla sezione marina del Gran Quartier Generale imperiale; il 1º dicembre gli furono confermate le prime due posizioni. Con la guerra ormai perduta, Ozawa rimase a riposo tra il 19 e il 29 maggio 1945, data alla quale divenne l'ultimo comandante in capo della Flotta Combinata, divenuta l'ombra di sé stessa; fu inoltre nominato comandante in capo supremo della marina (titolo creato ad hoc nel mese di aprile) e della Flotta marittima di scorta. Negli ultimi mesi di ostilità Ozawa rifiutò la promozione ad ammiraglio.

### Ritiro e morte
Il 15 agosto 1945 l'Impero giapponese accettò la resa agli Alleati. Ozawa mantenne il comando della Flotta Combinata e la carica di comandante in capo supremo della marina anche dopo la formale capitolazione del 2 settembre, per coordinare il rimpatrio e la smobilitazione degli uomini ai suoi ordini; solo il 10 ottobre si dimise dalla marina. Il 16 ottobre fu interrogato a lungo dal contrammiraglio Ralph Ofstie dello United States Strategic Bombing Survey in merito alla battaglia del mare delle Filippine e fu nuovamente consultato il 30 ottobre circa il complesso svolgimento delle battaglie attorno al Golfo di Leyte. Ozawa colpì anche gli statunitensi: nel breve profilo biografico prodotto dall'USSBS, egli fu descritto come "ufficiale di notevole presenza, riflessivo" e sebbene nel corso dell'interrogatorio avesse dimenticato o sbagliato alcuni dettagli, le sue opinioni e commenti furono tenuti in alta considerazione.
Ozawa si ritirò dunque a vita privata alla fine del 1945. Morì il 9 novembre 1966, quando aveva compiuto da poco 80 anni.

## Onorificenze
Dati tratti da: